# Továrna na žvýkačky v Pchjongjangu
Továrna na žvýkačky v Pchjongjangu je továrna na výrobu žvýkaček v severokorejském Pchjongjangu. Továrnu provozuje společnost Korea Ponghwa General.

## Historie
Továrna na žvýkačky v Pchjongjangu zahájila provoz v říjnu 2003 v objektu o rozloze 4 400 metrů čtverečních, který se nachází na pozemku o rozloze 11 900 metrů čtverečních ve městském obvodu Rangnanggujŏk. Její roční výrobní kapacita byla údajně 1 200 tun. V roce 2008 se přestěhovala na nové místo na ulici Tong'il v obvodu Čunggujŏk. Novou budovu postavili vojáci Korejské lidové armády. V lednu 2009 provedl Kim Čong-il inspekci továrny. V roce 2010 vydalo nakladatelství Korea Pictorial obrazovou knihu, v níž je továrna zachycena.

## Výroba
Mezi jejich výrobky patří žvýkačky Unbangul (은방울 껌). KCNA uvádí, že posiluje dásně a zuby, zabraňuje vzniku zubního kazu, působí proti zubnímu kameni a zápachu z úst a podporuje trávení a cerebraci. K dispozici jsou příchutě hroznové, mátové a jahodové, v plochých, kulatých a hranatých tvarech. Existuje také žvýkačka s příchutí citronu, která obsahuje vitamin C. Hlavními složkami žvýkačky jsou jedlý kaučuk, cukr, glycerin, aroma a přírodní potravinářské barvivo.